# 누리 (사르데냐)
누리(Nurri)는 이탈리아 사르데냐 지역의 수드사르데냐도에 있는 코무네로, 칼리아리에서 북쪽으로 약 60 km 떨어져 있다. 2004년 12월 31일 기준으로 인구는 2,385명이고 면적은 73.9 km²이다.
누리는 다음 코무네와 접한다: 에스테르칠리, 이실리, 만다스, 오롤리, 사달리, 세리 (사르데냐), 시우르구스도니갈라, 빌라노바툴로.